# Ernesto Gunter de Eslésvico-Holsácia
Ernesto Gunter de Eslésvico-Holsácia (11 de agosto de 1863 - 22 de fevereiro de 1921) foi um filho do duque Frederico VIII, Duque de Eslésvico-Holsácia e da princesa Adelaide de Hohenlohe-Langenburg. Herdou o título do seu pai.